# انگار
انگار (به فرانسوی: Angres) یک کمون در فرانسه است که در پا-دو-کاله واقع شده‌است. انگار ۴٫۸۲ کیلومتر مربع مساحت دارد ۵۴ متر بالاتر از سطح دریا واقع شده‌است.